# Балабанка (Україна)
Балаба́нка — село Дивізійської сільської громади у Білгород-Дністровському районі Одеської області України. Населення становить 159 осіб.

## Населення
Згідно з переписом УРСР 1989 року чисельність наявного населення села становила 230 осіб, з яких 109 чоловіків та 121 жінка.
За переписом населення України 2001 року в селі мешкало 159 осіб.

### Мова
Розподіл населення за рідною мовою за даними перепису 2001 року:
| Мова       | Відсоток |
| ---------- | -------- |
| українська | 99,37 %  |
| молдовська | 0,63 %   |